# Bauhinia steenisii
Bauhinia steenisii är en ärtväxtart som beskrevs av Kai Larsen och Supee Saksuwan Larsen. Bauhinia steenisii ingår i släktet Bauhinia och familjen ärtväxter. Inga underarter finns listade i Catalogue of Life.